# Сирра
Сирра (др.-греч. Σίρρας; V—IV века до н. э.) — правитель Линкестиды (области в Верхней Македонии).

## Биография
Скорее всего, отцом Сирры был Дерда I. Однако этот вопрос в настоящее время однозначно не разрешен. Так у Плутарха содержится указание на то, что дочь Сирры была по происхождению иллирийкой.
Первой женой Сирры была дочь правителя Линкестиды Аррабея I. Некоторые современные исследователи полагают, что во время Пелопоннесской войны Сирра поддерживал Аррабея I в противостоянии с македонским царем Пердиккой II и его союзником — спартанским полководцем Брасидом. Однако Фукидид не приводит в своем сочинении имени Сирры.
Сирра в союзе с Аррабеем II успешно воевал с македонским царем Архелаем. Эта война завершилась женитьбой Сирры на старшей дочери Архелая. Возможно, от этого брака был рожден Дерда II.
Дочь Сирры Эвридика впоследствии вышла замуж за Аминту III и родила трех сыновей, в том числе Филиппа II — отца Александра Македонского.